# What Other People Say
"What Other People Say" es una canción de los cantantes Sam Fischer y Demi Lovato. La canción fue lanzada por Sony Music el 4 de febrero de 2021, a través de formatos de descarga digital y streaming.

## Antecedentes y composición
La canción se anunció a través de las redes sociales el 2 de febrero de 2021. En Twitter, Lovato dijo que "estas letras son tan especiales para mi corazón" y que no podía esperar a compartir la canción. Fischer compartió más tarde un fragmento de la canción a través de TikTok.